# Lucas Gaúcho
Lucas de Souza Gonçalves, mais conhecido como Lucas Gaúcho (Esteio, 13 de Junho de 1991), é um futebolista brasileiro que atua como atacante. Atualmente, joga pelo St Joseph's, de Gibraltar.

## Carreira
Foi artilheiro e campeão da Copa São Paulo de Futebol Júnior de 2010 jogando pelo São Paulo. Ao término dessa competição, foi integrado ao elenco principal do São Paulo em agosto, ainda com o técnico Ricardo Gomes, mas não teve muitas chances.
Sua primeira partida como profissional foi contra o Vitória, começando no banco de reservas. Seu primeiro gol atuando como profissional foi contra o Vasco da Gama, onde marcou de letra, e no jogo seguinte, contra o Fluminense, marcou de letra novamente.
Em 2011, sem chances no São Paulo, Lucas foi emprestado ao São Bernardo até o final do Campeonato Paulista do mesmo ano. Sua estreia no Campeonato Paulista foi contra o Mirassol na vitória por 4 a 1. Com o fim Campeonato Paulista de 2011 retornou ao São Paulo.
No meio de 2011, rescindiu seu contrato com o São Paulo e acertou com a Portuguesa, onde fez parte do elenco que conseguiu campanha memorável e conquistou o Campeonato Brasileiro Série B de 2011.

## Títulos
Portuguesa
- Campeonato Brasileiro - Série B: 2011

### Base
São Paulo Sub-18
- Copa São Paulo de Futebol Júnior: 2010

Seleção Brasileira
- Copa Sendai: 2010

## Artilharias
São Paulo Sub-18
- Copa São Paulo de Futebol Júnior: 2010 (9 gols)